# Peñón Blanco
Peñón Blanco là một đô thị thuộc bang Durango, México. Năm 2005, dân số của đô thị này là 9891 người.